# Tyran mégacéphale
Ramphotrigon megacephalum
Pour les articles homonymes, voir Tyran à grosse tête.
Espèce
Synonymes
- Ramphotrigon megacephala[1]

Répartition géographique
Statut de conservation UICN

 LC  : Préoccupation mineure
Le Tyran mégacéphale (Ramphotrigon megacephalum) est une espèce de passereaux de la famille des Tyrannidae.

## Répartition et sous-espèces
Cet oiseau est représenté par quatre sous-espèces selon la classification de référence du Congrès ornithologique international (15.1, 2025) :
- R. m. pectorale Zimmer, JT & Phelps, 1947 — de l'est de l'Équateur au sud du Venezuela ; sa présence dans les régions adjacentes du Brésil et du Pérou n'est pas confirmée ;
- R. m. venezuelense Phelps & Gilliard, 1941 — cordillères de Mérida (aire dissoute) et de la Costa ;
- R. m. bolivianum Zimmer, JT, 1939 — sud de l'Amazonie ;
- R. m. megacephalum (Swainson, 1835) — forêt atlantique[3].